# Dlouhomilov
Dlouhomilov (Duits: Lomigsdorf) is een Tsjechische gemeente in de regio Olomouc, en maakt deel uit van het district Šumperk.
Dlouhomilov telt 477 inwoners.
Bludov ·
Bohdíkov ·
Bohuslavice ·
Bohutín ·
Branná ·
Bratrušov ·
Brníčko ·
Bušín ·
Dlouhomilov ·
Dolní Studénky ·
Drozdov ·
Dubicko ·
Hanušovice ·
Horní Studénky ·
Hoštejn ·
Hraběšice ·
Hrabišín ·
Hrabová ·
Hynčina ·
Chromeč ·
Jakubovice ·
Janoušov ·
Jedlí ·
Jestřebí ·
Jindřichov ·
Kamenná ·
Klopina ·
Kolšov ·
Kopřivná ·
Kosov ·
Krchleby ·
Lesnice ·
Leština ·
Libina ·
Líšnice ·
Loštice ·
Loučná nad Desnou ·
Lukavice ·
Malá Morava ·
Maletín ·
Mírov ·
Mohelnice ·
Moravičany ·
Nemile ·
Nový Malín ·
Olšany ·
Oskava ·
Palonín ·
Pavlov ·
Petrov nad Desnou ·
Písařov ·
Police ·
Postřelmov ·
Postřelmůvek ·
Rájec ·
Rapotín ·
Rejchartice ·
Rohle ·
Rovensko ·
Ruda nad Moravou ·
Sobotín ·
Staré Město ·
Stavenice ·
Sudkov ·
Svébohov ·
Šléglov ·
Štíty ·
Šumperk ·
Třeština ·
Úsov ·
Velké Losiny ·
Vernířovice ·
Vikantice ·
Vikýřovice ·
Vyšehoří ·
Zábřeh ·
Zborov ·
Zvole